# Fernand Rossius
Fernand Rossius (Liegi, 9 febbraio 1922 – Liegi, 6 agosto 2006) è stato un cestista e dirigente sportivo belga.

## Carriera
Con il Belgio ha disputato due edizioni dei Campionati europei (1946, 1947).